# 論友誼
《論友誼》是西賽羅所作之散文，原稱為《萊利烏斯或與阿提庫斯關於友誼的對話》，西塞羅託名於主人公萊利烏斯——以友誼聞名的聖賢——告訴阿提庫斯友誼的道理。文內的論述充分表現出西塞羅作為斯多葛學派的忠實信仰，包括對美德與一切合乎自然的要求。

## 重點論述
著名的論點包括「有美德的人之間才存在友誼，因此壞人並不存在友誼」、「因為友誼是存在於美德之上的，因此你不會拜託你朋友幫你從事卑鄙的委託。」